# Felicia amelloides
Pâquerette bleue
Espèce
Synonymes
- Agathaea amelloides (L.) DC.[1] [2]
- Agathaea coelestis Cass.[1] [2]
- Agathaea rotundifolia (Thunb.) Nees[1] [2]
- Aster capensis var. rotundifolius (Thunb.) Harv.[1] [2]
- Aster rotundifolius Thunb.[1] [2]
- Cineraria amelloides L.[1] [2]
- Cineraria amoena Salisb.[2]
- Cineraria oppositifolia Moench[1] [2]
- Felicia drakensbergensis J.M.Wood & M.S.Evans[2]
- Felicia rotundifolia (Thunb.) G.C.Taylor[2]

Felicia amelloides, la Pâquerette bleue ou  Marguerite du Cap, est une espèce de plante à fleurs de la famille des Astéracées. C'est une plante herbacée originaire d'Afrique du Sud.